# やましろ梅太
やましろ 梅太（やましろ うめた）は日本の漫画家、女性、愛知出身、誕生日は12月20日。
第4回ゼロサムコミック大賞にて『準編集部賞』を受賞。ゼロサムオンラインで連載をしていた『あんぽんたんばりん』が2013年1月25日にデビューコミックス
として発売された。

## 作品リスト

### 単行本
- あんぽんたんばりん　全1巻　(ゼロサムオンライン)　[2]
- 針はあけぼの糸をかし　全1巻　(ゼロサムＷＡＲＤ)　[3]
- 猫かぶり姫はスキだらけ　原作aN先生　1巻～　(noicomi)[4]

### 参加書籍
- 文学男子(一迅社)　8P
- 神々のからさわぎ 世界の神話編(東京書籍様)　7P　カラーイラスト1P
- カーニヴァルアンソロジー(一迅社)　14P
- カーニヴァルアンソロジー2(一迅社)　12P
- TVアニメ幕末Rock公式アンソロジー 絶頂☆Rock(一迅社)　6P
- 異種恋愛物語集(一迅社)　8Ｐ
- オネエと私(一迅社)　18P[5]
- 人外さんと恋する方法[6](一迅社)　8P
- 悪役令嬢ですが、幸せになってみせますわ！（一迅社）[7]　『悪の華道を行きましょう」　原作：真冬日コミカライズ28Ｐ
- 悪役令嬢ですが、幸せになってみせますわ！3（一迅社）[8]　悪の華道を追いましょう　原作：真冬日　コミカライズ26Ｐ

### 読み切り作品
- 俺とキノコとハーフパンツ　16P(受賞作)
- サルでも出来るお裁縫　18P
- 一本釣り少女　8P
- あんぽんたんばりん出張版3P
- リレーエッセイ・犬が西向きゃ尾は東(新書館様)1P
- みつるとたつこ　18P(アンソロジーより出張掲載)